# Frontera entre Guinea i el Senegal
La frontera entre Guinea i el Senegal és la línia fronterera de traçat est-oest que separa el nord-oest de Guinea del sud-est del Senegal a l'Àfrica central, separant les regions guineanes de Labé i Boké dels regions senegaleses de Kédougou, Tambacounda i Kolda. Té 330 km de longitud. S'estén entre el trifini Senegal-Guinea-Mali a l'est fins al trifini entre ambdós països amb Guinea Bissau.
La frontera entre aquests països fou definida amb la independència d'aquestes dues colònies franceses en 1958. Entre 1959 i 1960, quan el Senegal i Mali formaren plegats un únic país, la Federació de Mali, formà una frontera més llarga amb la Guinea cap a l'est. Aquesta frontera tenia un trifini al nord-est amb Costa d'Ivori.